# Pietrowka (rejon aleksandrowski)
Pietrowka (ros. Петровка) – wieś (sieło) w Rosji, w obwodzie orenburskim, w rejonie aleksandrowskim. W 2010 liczyła 545 mieszkańców.